# Tholey
Tholey è un comune tedesco di 13 171 abitanti, situato nel land della Saarland.

## Amministrazione

### Gemellaggi
- Saint-Benoît-sur-Loire, dal 1984